# Valentin Langehegermann
Valentin Langehegermann (* 26. Februar 1939 in Kopstal) ist ein ehemaliger luxemburgischer Radrennfahrer und nationaler Meister im Radsport sowie im Tischtennis.

## Sportliche Laufbahn
Langehegermann (auch Valere oder Val Langehegermann) war im Straßenradsport aktiv. 1970 gewann er die nationale Meisterschaft im Straßenrennen der Amateure. Vizemeister wurde er 1967. 1968, 1969 und 1971 wurde er jeweils Dritter der Meisterschaft. 1966 und 1971 bestritt er mit der Nationalmannschaft die Österreich-Rundfahrt. 
Er war auch im Tischtennis erfolgreich und dort Mitglied der Nationalmannschaft Luxemburgs sowie mehrfach Teilnehmer an den Weltmeisterschaften und Europameisterschaften.

## Familiäres
Er ist der Cousin von Sylvain Langehegermann und Nicolas Langehegermann, die beide ebenfalls Radrennfahrer waren.